# Шайкаш
Шайкаш (серб. Шајкаш) — село в Сербії, належить до общини Тител Південно-Бацького округу в багатоетнічному, автономному краю Воєводина.

## Населення
Населення села становить 4848 осіб (2002, перепис), з них:
- серби — 4362 — 95,86 %;
- роми — 64 — 1,40 %;

Решту жителів  — з десяток різних етносів, зокрема: чорногорці, хорвати, словаки і з десяток русинів-українців.